# Spirantisierung
Unter Spirantisierung (auch Frikativierung) versteht man in der Phonetik den Übergang von einem Laut, zumeist von einem Verschlusslaut, zu einem Engelaut (Frikativ bzw. Spirans). Der Begriff umfasst sowohl das Ergebnis des Prozesses als auch den Prozess an sich. Besonders häufig ist der Wandel der stimmhaften Verschlusslaute [b d g] in die entsprechenden Reibelaute [β ð ɣ ].

## Beispiele
- germ. p, t, k → ahd. ff, zz, hh: altsächs. opan vs. ahd. offan
- lat. [b] → ital. [v]: CANTABAT → cantava ,er sang‘
- lat. [b] → span. [β]: CABALLU(M) → caballo ,Pferd‘
- altgr. [g] → neugr. [ɣ]: γάμμα → γάμμα ,Gamma‘
- altostslaw. [g] → belaruss. [ɣ]: голова golova → галава halava ,Kopf‘